# 葛蛀犀金龟
葛蛀犀金龟（学名：Oryctes gnu）也作葛奴蛀犀金龟，金龟科犀金龟亚科（兜蟲亞科）蛀犀金龟属（犀角金龟属）的一种，分布于东南亚及中国海南岛等地区。
本种2023年被收录入中国《有重要生态、科学、社会价值的陆生野生动物名录》。

## 形态特征
雄虫体长54～65毫米。身体背面为棕褐至黑褐色，无毛；腹面及被毛深栗色。前胸背板顶端具有3个小疣突。